# 岡崎タワーレジデンス
岡崎タワーレジデンス（おかざきタワーレジデンス）は、愛知県岡崎市康生通西三丁目15-7にある超高層マンション。2008年（平成20年）2月に竣工した。地上31階建てであり、最頂部は105.04メートル。総戸数は216戸。

## 説明
かつてこの地には名鉄岡崎ホテルを核とする西三河総合ビルがあった。全国で初めて市街地再開発事業の認定を受けて1973年に開業。建物は地上12階建て・地下2階建ての延床面積30600平方メートルであり、8階から12階にホテルが、下階にはテナントが入っていた。1981年（昭和56年）からは、ホテルと並ぶ中核施設として百貨店のメルサが入っていたが、1991年（平成3年）度に約59億円だった売り上げが2000年（平成12年）度には約16億円に減少したこともあり、2001年（平成13年）8月末をもって撤退した。結局名鉄岡崎ホテルは開業から一度も黒字化できず、2004年（平成16年）3月にホテルとしての営業を終了した。累積赤字は23億円に上った。
康生通西4丁目の岡崎スポーツガーデンや岡崎郵便局の跡地で岡崎市図書館交流プラザの建設を始めていた岡崎市は、ホテル跡地（敷地面積4,905平方メートル）を中心市街地の再開発の要所とみなし、用地取得を目的として2004年（平成16年）4月から名鉄との交渉に入った。当初の内容は建物を解体し更地にした後の買収が条件だったが、建物を含めた要望が名鉄側から出されるようになると交渉は難航。同年12月、市には売却されないことが明らかとなった。
2005年（平成17年）8月、名鉄不動産は西三河総合ビル跡地に超高層マンション（タワーマンション）の建設を計画した。「トヨタ自動車や関連企業の管理職ら住宅取得者層の需要が見込める」と判断したのである。大林組の施工によって岡崎タワーレジデンスが建設された。2006年（平成18年）9月下旬に販売が開始された際には、富裕層を対象とする高層階タイプへの関心が高かった。2008年（平成20年）2月に竣工し、その後入居が開始された。

## 建物
地上31階建て・地下2階建て、最頂部の高さは地上105.04メートルであり、三河地方の分譲マンションとしてはもっとも高い。総戸数は216戸であり、最上階は分譲価格が1億円を超えた。31階以上の3戸は約180-220平方メートル、25階から30階の30戸は約130-170平方メートルと広く、富裕層を対象としている。24階以下は約65-100平方メートルの標準的な広さであり、三河地方のサラリーマン家庭や活き生きシニアを対象としている。制震構造や高密度コンクリートを採用している。
岡崎市の中心市街地である康生通に面しており、南側には岡崎城がある岡崎公園、西側には岡崎市立中央図書館を核とする岡崎市図書館交流プラザ「りぶら」がある。東側には岡崎タワーレジデンス竣工時に松坂屋岡崎店があったが、2010年（平成22年）1月31日をもって閉店した。松坂屋岡崎店の跡地には、2015年4月21日にアオキスーパー岡崎康生店が開店している。

## 交通アクセス
- 名鉄バス：「岡崎メルサ前」停留所→「岡崎公園前」（のちに改称）停留所下車、徒歩で約1分。
- 愛知環状鉄道・愛知環状鉄道線 中岡崎駅から徒歩で約11分。
- 名鉄名古屋本線 東岡崎駅から徒歩で約14分。